# جيرهارد فيشر (عالم)
جيرهارد فيشر (بالنرويجية: Gerhard Fischer)‏ (و. 1890 – 1977 م) هو مهندس معماري، وعالم آثار نرويجي، ولد في برغن، كان عضوًا في الأكاديمية النرويجية للعلوم والآداب، والجمعية الملكية النرويجية للعلوم والآداب، توفي في أوسلو، عن عمر يناهز 87 عاماً.

## التعليم
تعلم في أكاديمية أوسلو الوطنية للفنون.

## معرض صور

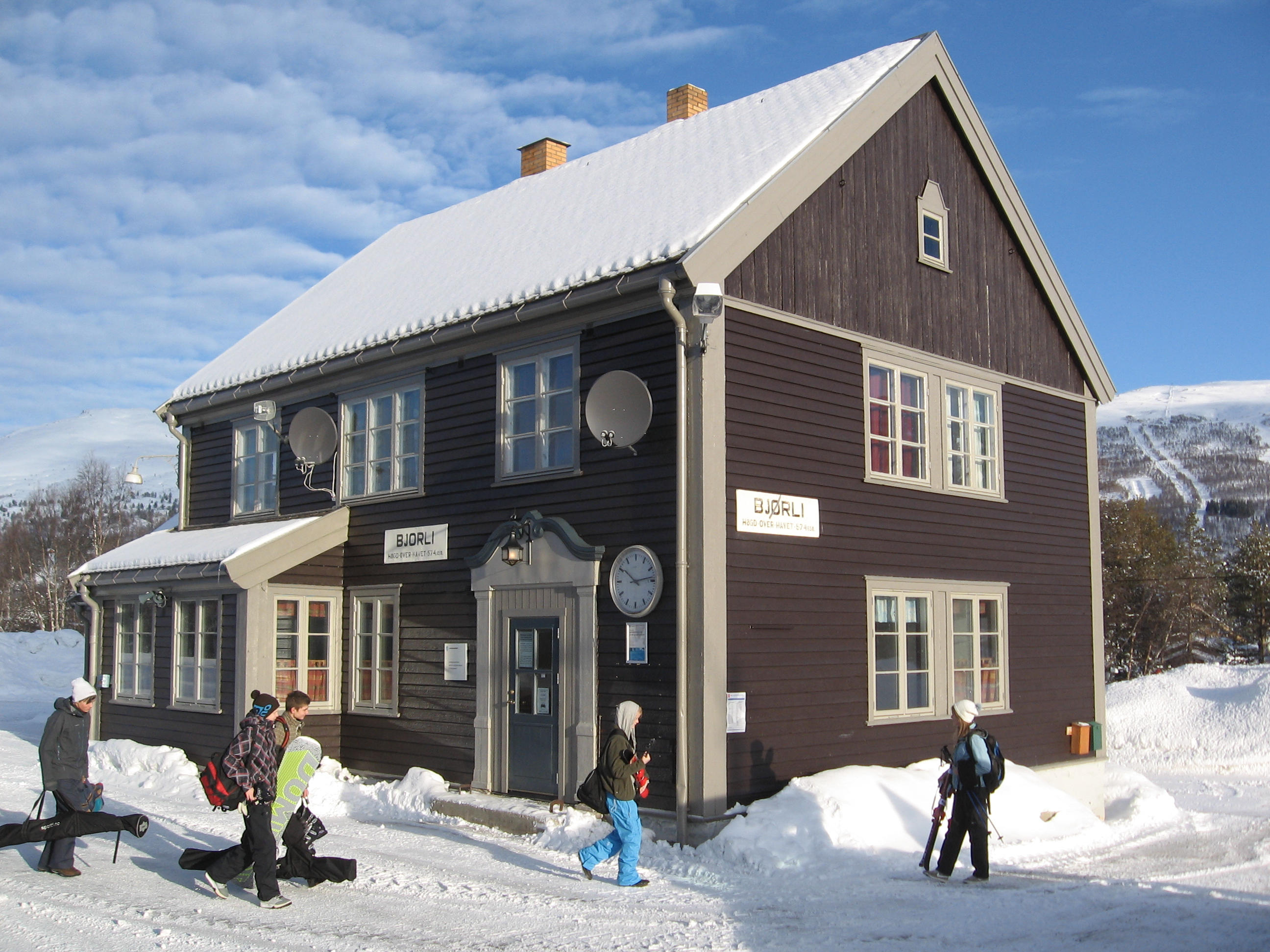
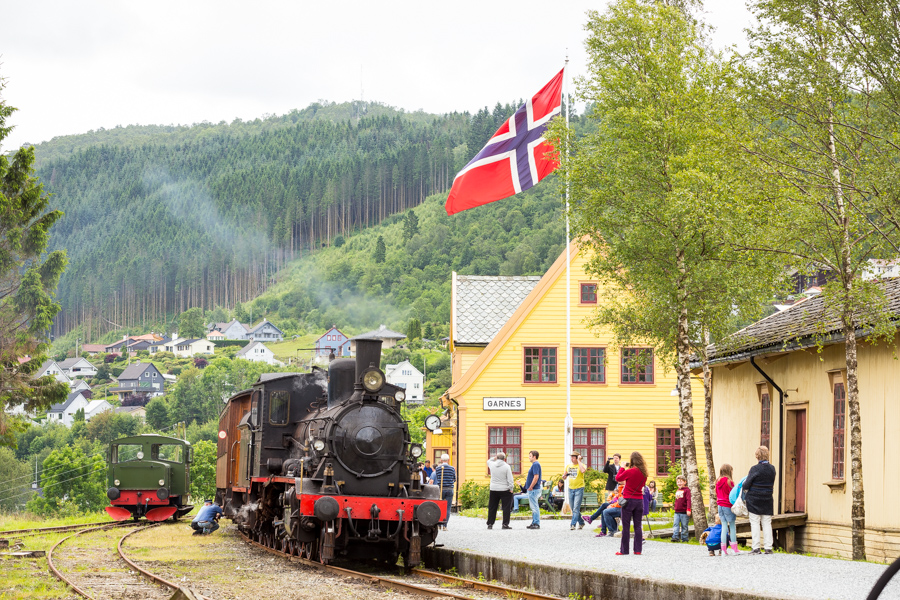
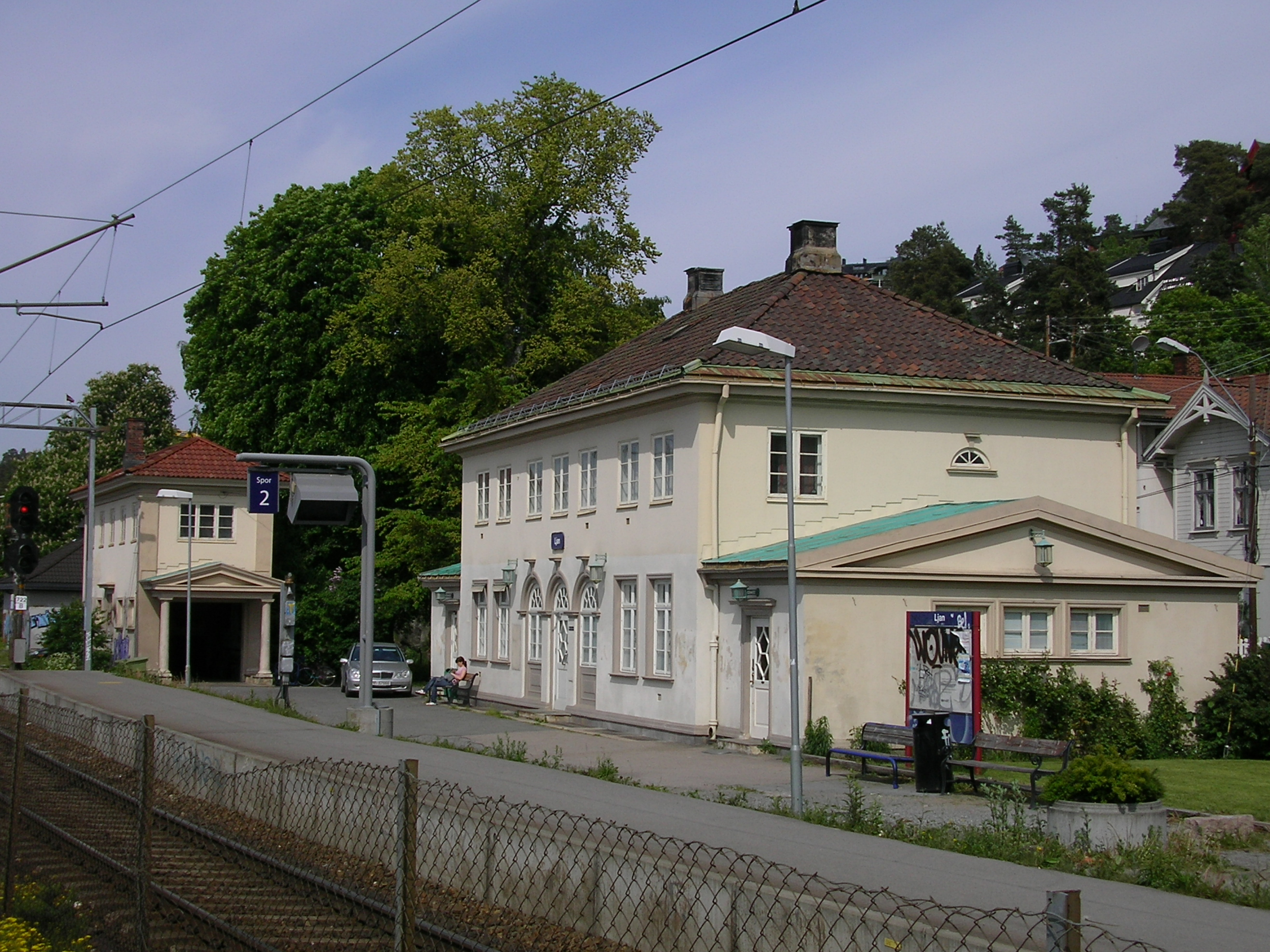
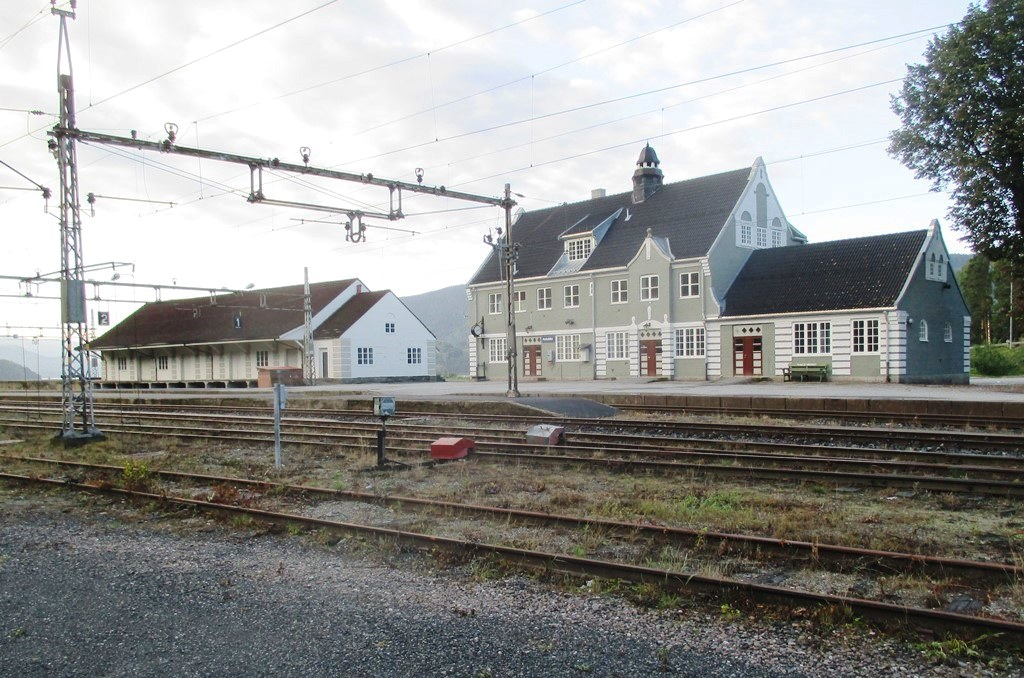

## جوائز
حصل على جوائز منها:
- Oslo City Culture Award [الإنجليزية]‏ (1969)
- Stavanger Aftenblads kulturpris  [لغات أخرى]‏ (1966)
- Fridtjof Nansen Award for outstanding research, historical-philosophical class  [لغات أخرى]‏ (1965)
- Medal of St. Hallvard [الإنجليزية]‏
- وسام القديس أولاف
- Fridtjof Nansen Prize for Outstanding Research [الإنجليزية]‏
- زمالة جمعية الآثار.